# Cmentarz parafialny w Borzymach (powiat wołomiński)
Cmentarz parafii Matki Bożej Częstochowskiej w Urlach, cmentarz parafialny w Borzymach, cmentarz w Borzymach, cmentarz borzymowski – cmentarz rzymskokatolicki znajdujący się we wsi Borzymy w gminie Jadów, w powiecie wołomińskim, w wojewódzitwie mazowieckim. 

## Historia
Cmentarz powstał w 1970. Od 1989 ujęty jest w Ewidencji zabytków.

## Osoby pochowane na cmentarzu
- Anna Milewska-Młynik (1950–2018) – etnograf, muzealnik[2][3].